# Nymphalites scudderi
Nymphalites scudderi är en fjärilsart som beskrevs av William Beutenmüller och Cockerell 1908. Nymphalites scudderi ingår i släktet Nymphalites och familjen praktfjärilar. Inga underarter finns listade i Catalogue of Life.